# Pergagrapta bensoni
Pergagrapta bensoni – gatunek błonkówki z rodziny Pergidae.

## Taksonomia
Gatunek ten został opisany w 1980 roku przez Davida R. Smitha. Jako miejsce typowe podał on Enarotadi nad Jeziorem Paniai na Nowej Gwinei. Holotypem była samica.

## Zasięg występowania
Pergagrapta bensoni występuje na Nowej Gwinei.